# 국도 제160호선 (일본)

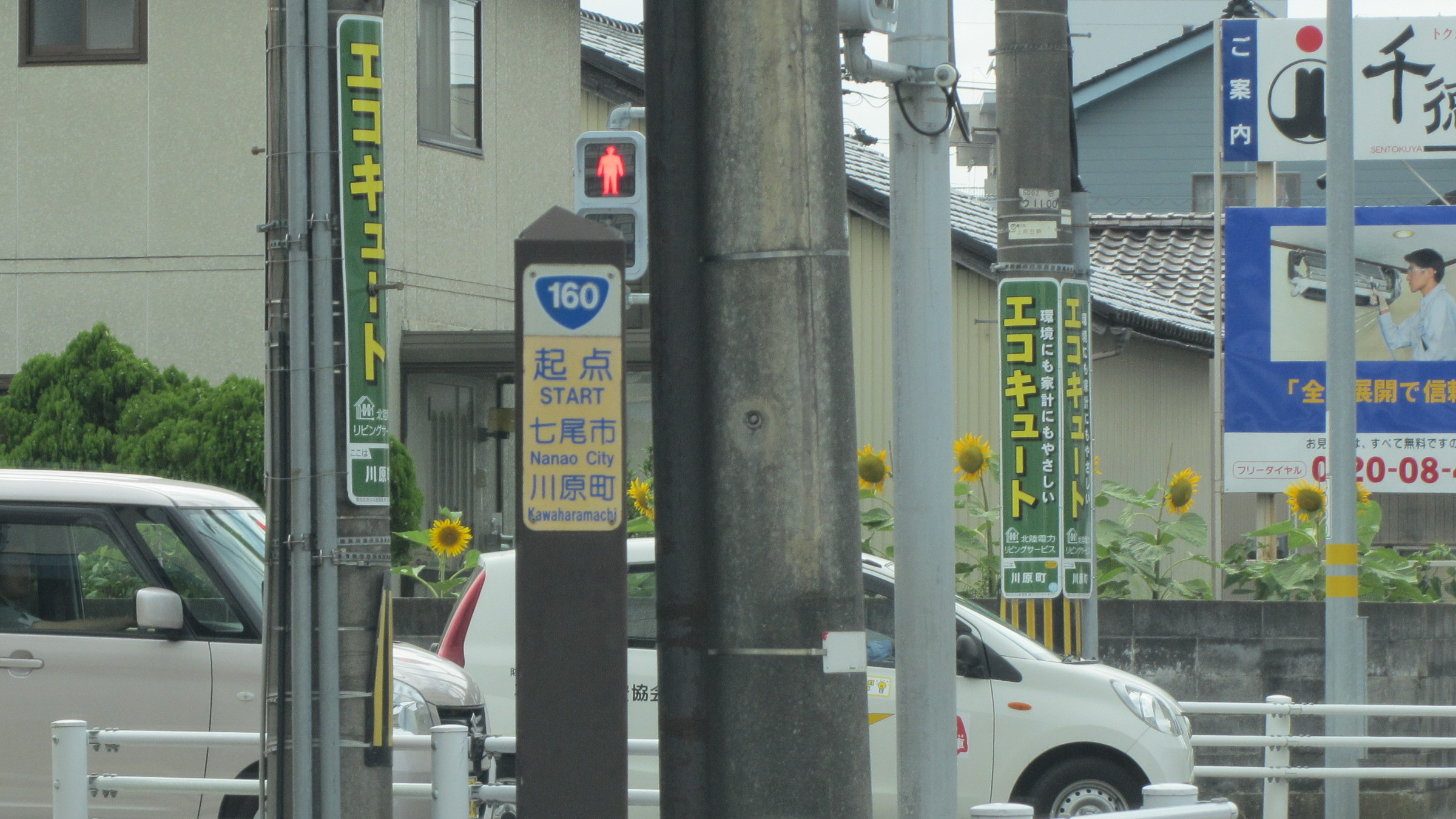
160번 국도의 기점 포스트
이시카와현 나나오시 가와라마치 교차로

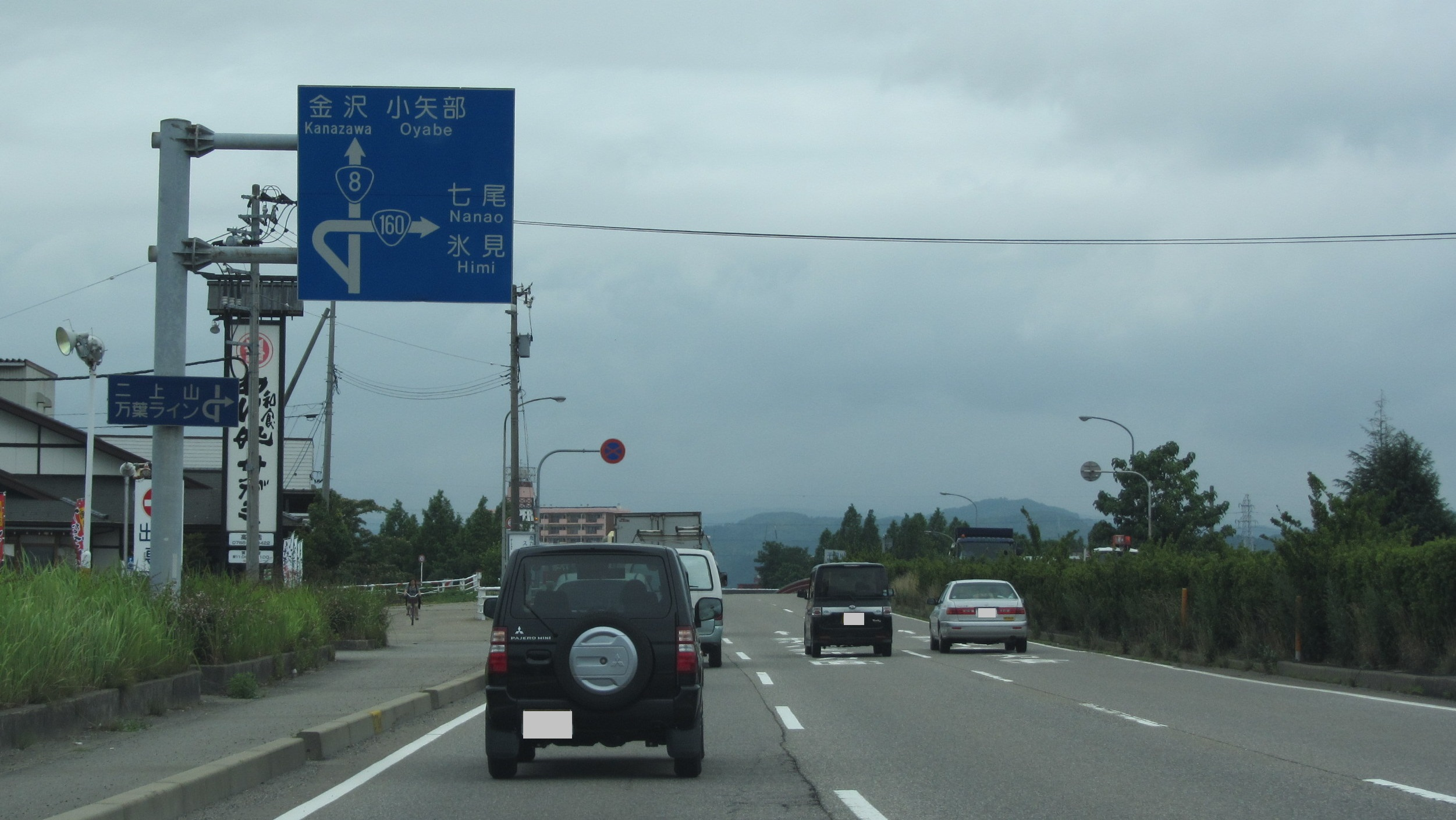
160번 국도의 종점
도야마현 다카오카시 요쓰야IC

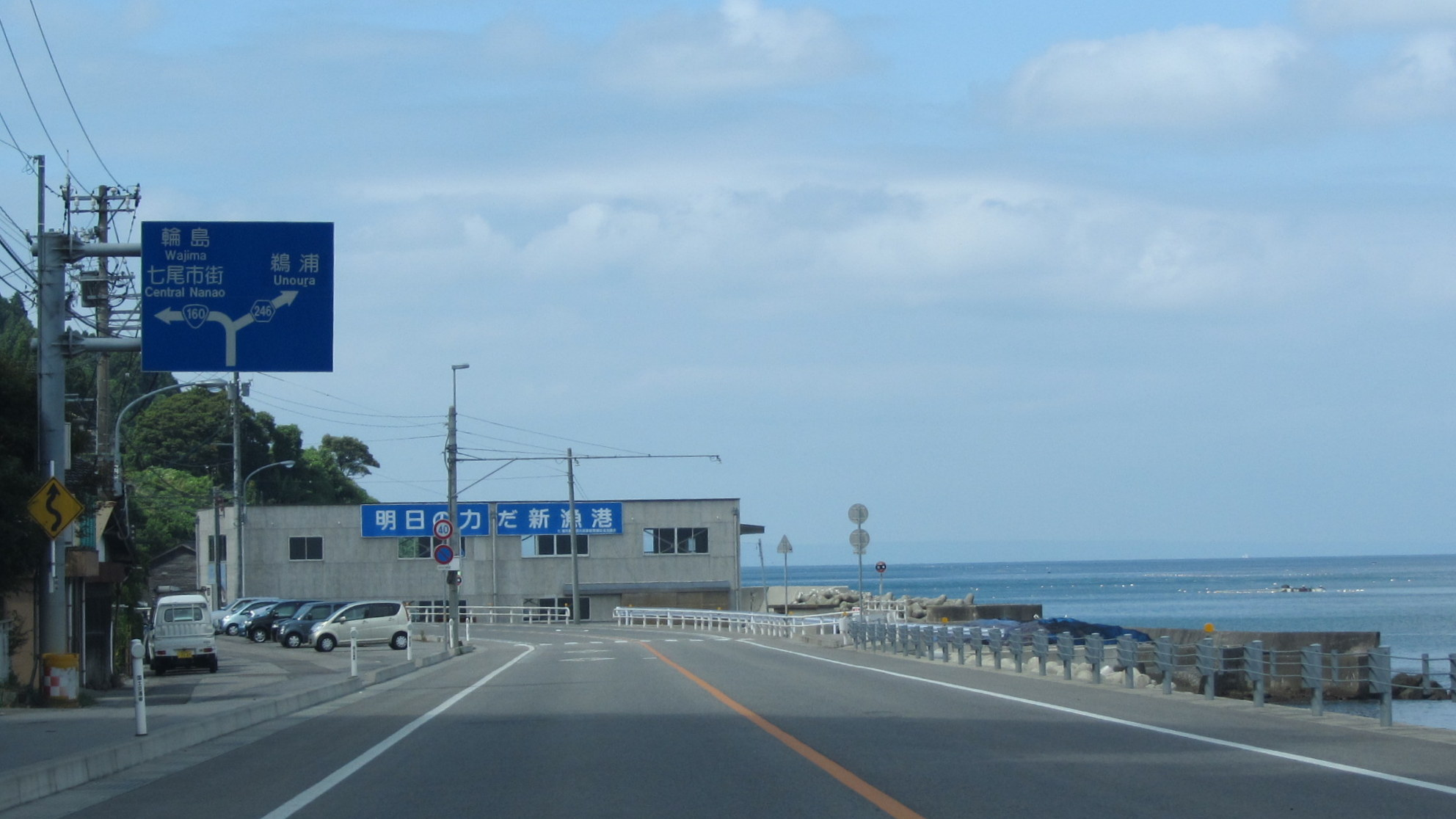
나다우라 해안을 따라 통과하고 있는 160번 국도
이시카와현 나나오시 도우미마치

일본 160번 국도(일본어: 国道160号→국도 160호)는 이시카와현 나나오시와 도야마현 다카오카시를 이어주는 일본의 일반 국도로, 총 연장은 45.3 km이다.

## 개요
대다수의 구간을 도야마만이나 나다우라만을 통과시키고 있는 구간으로 이루어져 있고, 만을 사이에 두고 다테야마산이 선명하게 보이는 것부터 노토 다테야마 시사이드 라인(일본어: 能登立山シーサイドライン)이라는 애칭을 부여하고 있다.

### 노선 정보
일반 국도의 노선을 지정하고 있는 정령에 의거한 기종점 및 경유지는 다음과 같다.
- 기점 : 이시카와현 나나오시 (가와라마치 교차로 = 국도 제159호선, 국도 제249호선과의 기점)
- 종점 : 도야마현 다카오카시 (요쓰야IC = 국도 제8호선과의 기점)
- 중요한 경과지 : 히미시
- 총 연장 : 45.3 km[3]
- 중용 연장 : 없음
- 실제 연장 : 45.3 km[3]
  - 현도 : 45.3 km[4]
  - 신도 : 없음
  - 구도 : 없음
- 지정 구간 : 나나오시 가와라마치 18번지 - 다카오카시 요쓰야 855-1번지

## 역사
- 1953년 5월 18일 : 2급 국도 160호 나나오 다카오카 선(나나오시 - 다카오카시)으로 지정 시행
- 1965년 4월 1일 : 1, 2급의 구분을 없애고 일반 국도 160호선으로 전환

## 노선 개황
노선 개황상 도로 시설로는 이시카와현 나나오시에 소재하고 있는 미치노에키인 미치노에키 이오리가 유일하다.

## 지리

### 통과하는 지자체
- 이시카와현
  - 나나오시
- 도야마현
  - 히미시 - 다카오카시

### 통과하는 도로
- 국도 제159호선
- 국도 제249호선
- 국도 제415호선
- 국도 제8호선
  - ※종점에서 약 400m의 서쪽으로 직진하면 국도 제156호선(일본어판)의 종점이 있다.

## 갤러리

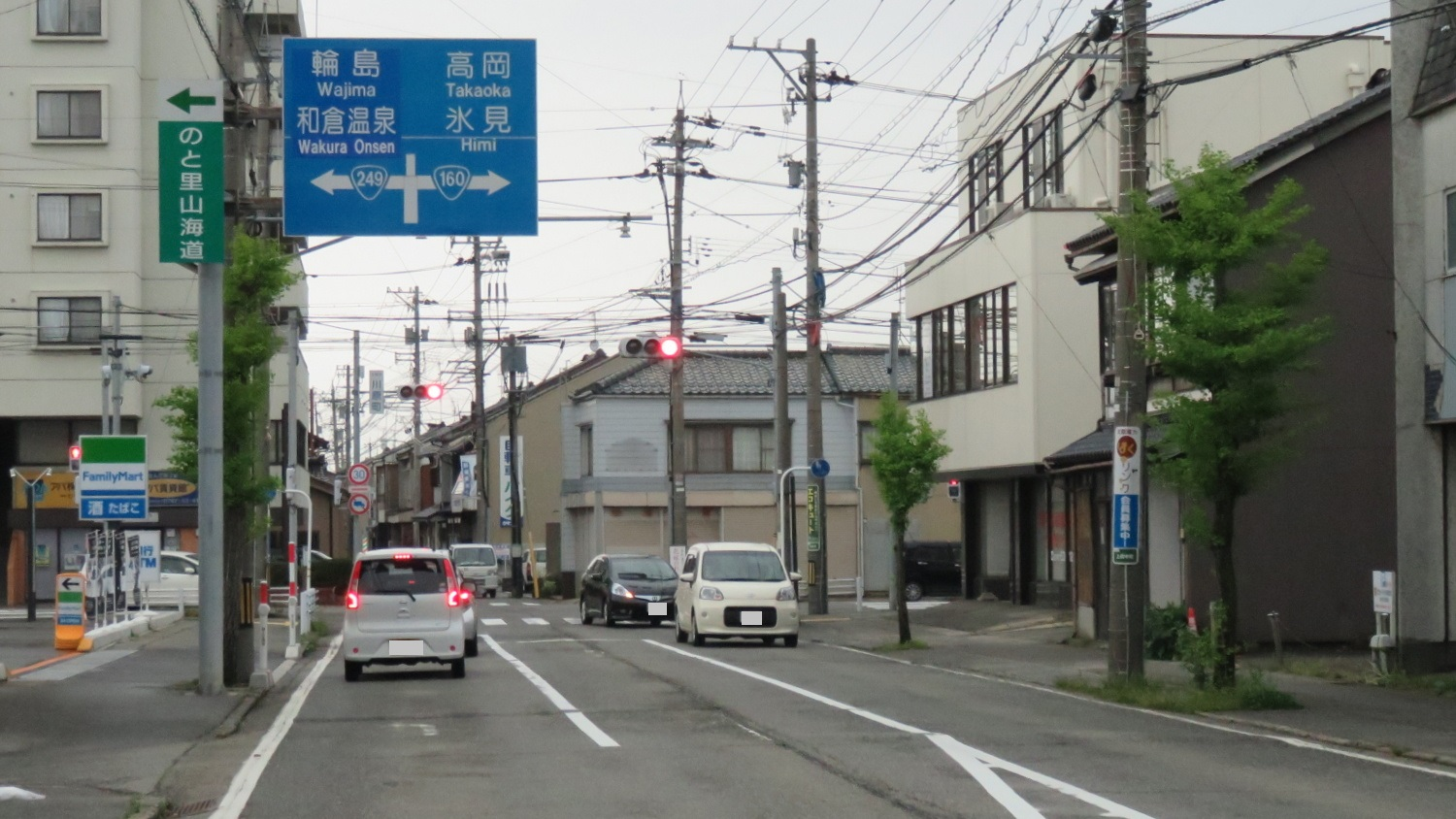
기점인 가와라마치 교차로 이시카와현 나나오시 가와라마치
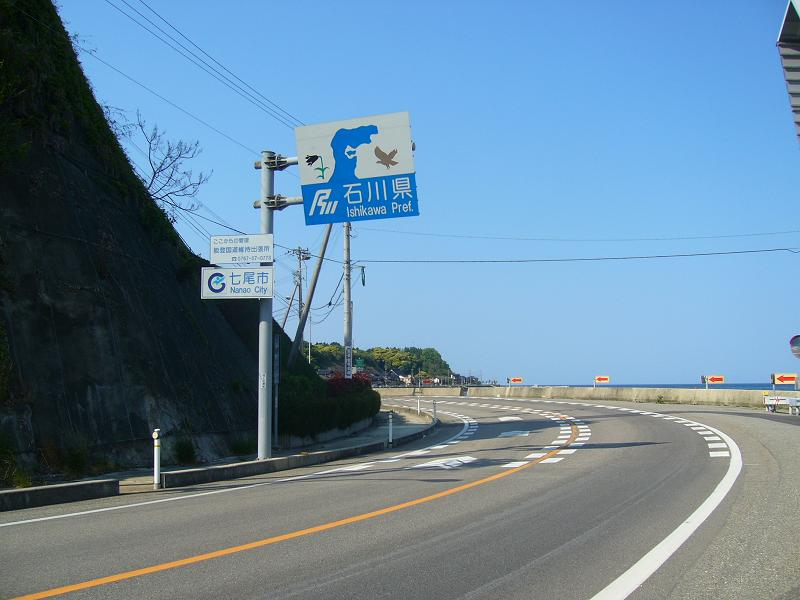
이시카와현 경계선 부근 이시카와현 나나오시 오토마리마치
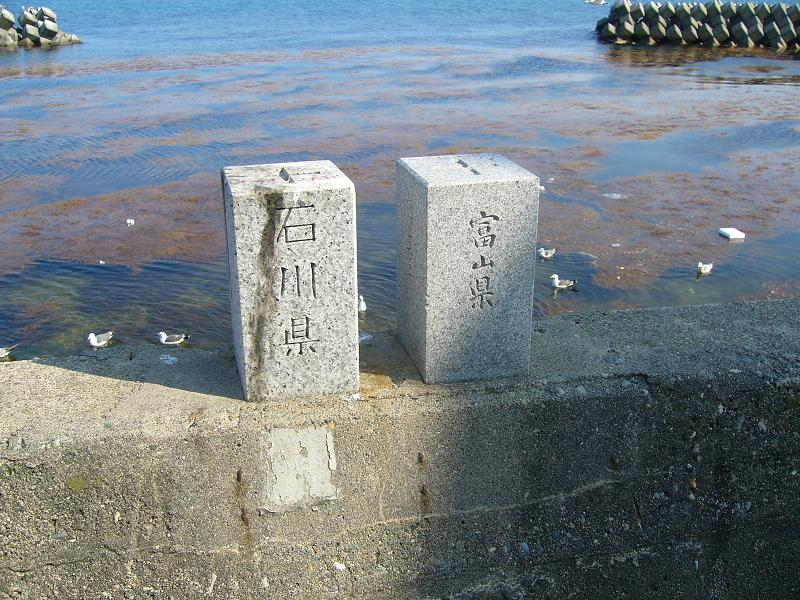
이시카와현과 도야마현의 현계
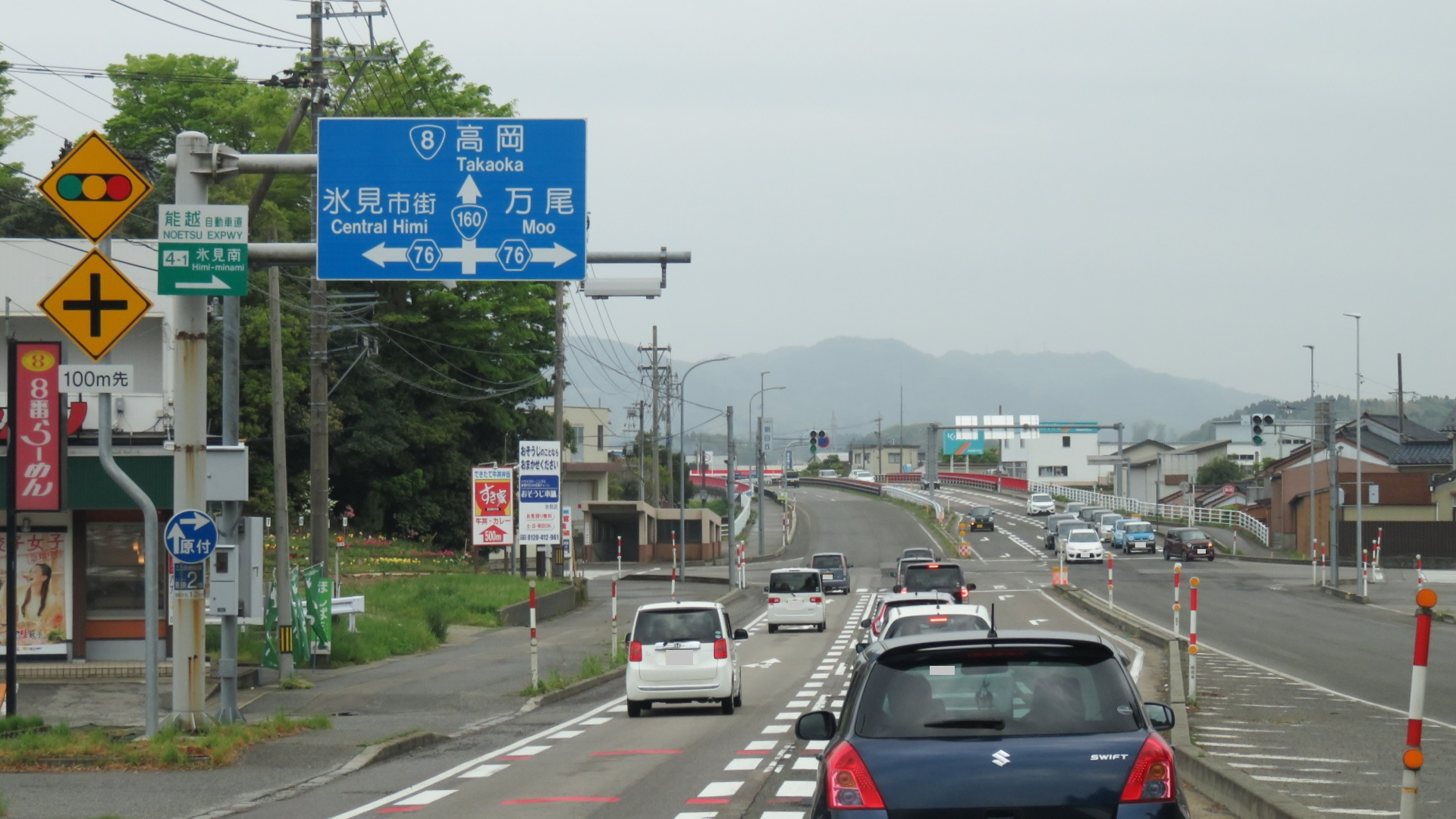
도야마현 히미시 아사히가오카